# Indiens flagga
Indiens flagga är en trikolor i färgerna saffran (som kan vara en nyans av gult eller orange), vitt och grönt, och har ett marinblått hjul med tjugofyra ekrar i mitten. Flaggan är också känd som Tiranga (ितरंगा), vilket betyder trikolor på hindi.

## Historik

Flaggan 1921 med en spinnrock.

Dagens indiska flagga härrör från de flaggor som under 1900-talet användes under kampen för självständighet från det brittiska imperiet. Indiska nationalkongressen antog 1931 en flagga utformad av Pingali Venkayya som i stort sett överensstämmer med dagens nationsflagga. Det finns tydliga paralleller mellan den indiska flaggan och den irländska flaggan, och det är tänkbart att den indiska frihetsrörelsen sökte inspiration från ett annat land som framgångsrikt uppnått självständighet från Storbritannien.
Flaggan antogs som det blivande Indiens nationsflagga under ett ad hoc-möte den 22 juli 1947, tjugofyra dagar före Indiens självständighetsförklaring från Storbritannien den 15 augusti 1947. Den fungerade som Indiska Unionens nationsflagga mellan den 15 augusti 1947 och den 26 januari 1950, och därefter som Republiken Indiens nationsflagga.

## Symbolik
Det saffransgula fältet i flaggan står för mod och uppoffringar. Det vita fältet representerar fred och sanning, och det gröna fältet symboliserar ödet. Färgerna gult och grönt tolkas också som symboler för hinduism respektive islam, de två dominerande religionerna på den indiska subkontinenten. Vitt står då för den fredliga samexistensen mellan religionerna. Symbolen i flaggans mitt är hinduismens livshjul chakra, där färgen blått är havets och himlens färg. Hjulets tjugofyra "ekrar" motsvarar dygnets tjugofyra timmar, vilket syftar på att livet är i rörelse och döden stagnerar.

## Utformning
Hjulets diameter är 18.5/20 av höjden i det vita fältet. Förhållandet mellan flaggans bredd och längd är 2:3. Tabellen nedan visar de ungefärliga färgerna i Indiens flagga enligt olika färgscheman.
| Färg       | HTML    | CMYK         | Textilfärg  | PMS   |
| ---------- | ------- | ------------ | ----------- | ----- |
| Saffrangul | #FF9933 | 0-50-90-0    | Saffron     | 1495c |
| Vit        | #FFFFFF | 0-0-0-0      | Cool Grey   | 1c    |
| Grön       | #138808 | 100-0-70-30  | India green | 362c  |
| Marinblå   | #000080 | 100-98-26-48 | Navy blue   | 2755c |

## Militära flaggor
| Flagga | Truppslag       | Beskrivning |
| ------ | --------------- | --- |
|        | Armén           | Röd med arméns emblem och indiska nationsflaggan i kantonen                                                             |
|        | Flottan         | Vit med rött S:t Georgskors och nationsflaggan i kantonen (liksom Storbritanniens örlogsflagga till havs, White ensign) |
|        | Flygvapnet      | Ljusblå med flygvapnets emblem och nationsflaggan i kantonen                                                            |
|        | Kustbevakningen | Blå med kustbevakningens emblem och nationsflaggan i kantonen                                                           |